# Успенский собор (Старая Ладога)
Собор Успения Пресвятой Богородицы (Успенский собор) — православный храм в Старой Ладоге, построенный в XII веке, собор Свято-Успенского девичьего монастыря. Этот памятник архитектуры считается самым северным из храмов домонгольского периода и древнейшим уцелевшим храмом на всём северо-западе Руси. В 2008 году он вместе с другими постройками Успенского монастыря получил статус объекта культурного наследия федерального значения.

## История
История создания собора доподлинно неизвестна. Предположительно, он возник в середине XII века, датой строительства называется 1154—1159 год. На одной из арок монастыря был обнаружен прорезанный геральдический знак Рюриковичей, принадлежавший княжившим в Великом Новгороде Святополку и Ростиславу Мстиславовичам — внукам Владимира Мономаха. Вероятно, в это время и был построен собор. Строителями храма были новгородские мастера, которые создали архитектурный шедевр, объединивший вокруг себя все постройки Успенского монастыря.
В XV веке храм был православным центром Богородицкого района Ладоги. Вплоть до XVI века не имеется никаких письменных свидетельств, дающих возможность судить об облике собора.
В начале XVII века, во время «шведского разорения» Успенский собор пострадал, как и другие ладожские храмы. Однако уже в 1617 году он был приведён в порядок и заново освящён.
В 2007 году отреставрированный храм был передан возобновлённой обители. 28 августа 2016 года было отпраздновано 900-летие Успенского собора.

## Описание
Успенский собор имеет длину 18 м, ширину 14 м, а в высоту — более 19 м, и может вместить не один десяток людей. Архитектурный облик церкви прост: она кубической формы, трёхапсидная и одноглавая. Внешне храм похож на церковь св. Георгия, однако намного больше её в объёме.
Изначально к западному и северному фасадам примыкали закрывающие порталы каменные приделы, высотой почти до половины здания. На западном фасаде под полукружиями закомар в кладку встроены декоративные рельефные кресты: греческий четырёхконечный и голгофский «страстной». Отличительной особенностью является наличие в помещении храма глубоких полуциркульных ниш-аркосолий (арочная ниша над захоронением) для погребения, из-за чего историки называют храм княжеской усыпальницей.
В полукружии центрального пролёта сохранилась большая ниша-голубец для росписи.

### Росписи
Из-за многочисленных ремонтов, которые собор пережил за свою многовековую историю, фресковая роспись древнего храма практически утрачена. Немногие фрагменты настенной живописи XII века сохранились на стенах и столбах внутри здания церкви, в откосах оконных проёмов. Реставраторы находят обломки фресок не только в самом храме, но и на территории монастыря. Сегодня найдено около 13 тысяч фрагментов стенописи, что составляет почти 35 м². В Государственном Русском музее хранится фреска светского сюжета, украшавшая фасадную плоскость собора.

### Захоронения
У алтарной части собора была похоронена игумения Евпраксия, ныне могила утрачена. Справа от алтаря сохранилось надгробие на могиле игумении Дионисии (1799—1895), которая была настоятельницей обители 39 лет и 7 месяцев.